# Справа YOGTZE
«Справа YOGTZE» (нім. YOGTZE-Fall, також нім. BAB-Rätsel, загадка автобана) — розслідування смерті німецького інженера Гюнтера Штолля (нім. Günther Stoll), яка настала у ніч з 25 по 26 жовтня 1984 року під час незвичайних обставин. 12 квітня 1985 року сюжет про цю справу був показаний ZDF в програмі «Aktenzeichen XY… ungelöst», що викликало інтерес у суспільства до цього і зберігається досі.

## Обставини
Гюнтер Штолль (34 роки на момент смерті) був інженером харчової промисловості з Вільнсдорфа. Під час цих подій він був безробітним та мав легку форму параної. Він багато разів розповідав своїй жінці про людей, які начебто його переслідують з метою завдати йому шкоди. Цим розповідям вона не надавала значення, вважаючи це проявом психічного розладу. Приблизно в 11 годині вечора 25 жовтня 1984 року він у черговий раз згадав «їх» під час розмови з жінкою, потім несподівано вигукнув «Тепер мені усе зрозуміло!» (нім. Jetzt geht mir ein Licht auf!), написав на листку папері шість букв «YOGTZE» та закреслив їх. Одразу після цього пішов з дому і відправився у свій улюблений бар «Papillon», де замовив кухоль пива. В барі він несподівано втратив свідомість і впав на підлогу, розбивши обличчя. Але потім свідки розповіли, що він не був у стані алкогольного сп'яніння. Після цього він поїхав з Вільнсдорфа на своєму Volkswagen Golf I.
Близько годину ночі 26 жовтня він приїхав у своє рідне місто Хайгер і намагався потрапити в хату місцевої мешканки Ерни Хелльфріц (нім. Erna Hellfritz), яка була віруючою, і він її знав ще з дитинства. Вона була незадоволена пізнім приїздом і радила йому їхати додому. У відповідь він сказав, що в цю ніч має статися щось жахливе (нім. Die Nacht passiert noch etwas. Was ganz Fürchterliches!), і пішов. Мабуть, за дві години, які минули між його від'їздом з Вільнсдорфа і прибуттям до Хайгер, могло ще щось трапитися, що мало значення для розслідування подій цієї ночі. На жаль, свідків не було, які могли би бачити цей проміжок часу.
Приблизно в 3 годині ночі два водії вантажних машин — Хольгер Мефферт (нім. Holger Meffert) і Георг Концлер (нім. Georg Konzler) — незалежно один від одного звернулись у поліцію і розповіли, що бачили розбите авто Volkswagen Golf I [Архівовано 23 грудня 2017 у Wayback Machine.] в кюветі на автомагістралі А45 в 100 кілометрах від Хайгера і людину у світлій куртці, яка виглядала пораненою. Прибувши на місце події, поліція знайшла Штолля у важкому стані у середині машини, і на ньому не було одягу. Перебуваючи у свідомості, він встиг розповісти про те, що його побили четверо чоловіків, які перебували у машині разом з ним. На питання, чи це були його знайомі, він відповів, що ні. Поліцейські намагались доставити Штолля у лікарню, але під час транспортування він втратив свідомість і помер.

## Слідство
Експерти, які обстежили тіло Штолля і місце події, зробили несподіваний висновок. Виявилось, він був збитий іншою машиною в іншому місці та потім невідомі особи помістили його у пасажирське крісло VW Golf. У цей момент на ньому не було одягу. Було незрозумілим те, чи був він навмисно збитий ймовірними злочинцями, чи сам кинувся під колеса автомобіля внаслідок погіршення психічного стану. Невідомо, чи дійсно існували четверо чоловіків, які неначебто знаходились в машині разом з Штоллем, чи ця розповідь була наслідком психічного розладу. 
Слідчі також допитали водіїв, які бачили у цю ніч автостопщика на трасі А45 недалеко від місця події. Він міг бути свідком цієї подіі, але його особистість не вдалось ідентифікувати, як і особистість людини в світлій куртці, яку бачили поблизу машини Штолля. У цій справі було перевірено понад 1200 підозрюваних, але ця справа так і не була розкрита. Сам Штолль був охарактеризований як законослухняний громадянин, який не міг бути замішаний кримінальних схемах. Але у слідчих спочатку виникали підозри, які стосувались його поїздок у Нідерланди по святах. Вважалось, що він міг зв'язок з особами, які займалися наркоторгівлею. Але ці підозри не були підтверджені. 
Сенс написання «YOGTZE» залишається незрозумілим досі. Не можна сказати, чи могло це мати відношення до загибелі Штолля, адже будь-які варіанти його розшифрування відсутні. Воно є анаграмою до слова «Zygote». Мабуть, Штолль хотів написати «YO6TZE» — так виглядає 
позивний, що був виданий у Румунії. Існує версія, що Штолль міг мати на увазі компонент йогурта з умовним позначенням «TZE» — це могло бути пов'язано з його професійною діяльністю. Є інша версія [Архівовано 4 березня 2016 у Wayback Machine.], що це міг бути набір цифр «027,906», але сенс цих цифр залишається незрозумілим.